# الپلیسیهورن
الپلیسیهورن (به لاتین: Älpliseehorn) یک کوه در سوئیس است که در کانتون گراوبوندن واقع شده‌است. الپلیسیهورن ۲٬۷۲۵ متر بالاتر از سطح دریا واقع شده‌است.